# 小野神社 (多摩市)
35°39′11″N 139°26′32″E / 35.653003°N 139.442272°E
小野神社（日语：／ Ono-Jinja */?）是日本東京都多摩市一之宮的一座神社，社格是式內小社（論社）、武藏國一宮和鄉社，社名源於小野鄉（現多摩市和稻城市一帶）或橫山黨系統的小野氏，主祭神是天之下春命和瀨織津姬命，別當寺可能是松連寺，本地佛是文殊菩薩，氏子數目在1912年時是318戶，1976年時是約700戶。社藏木造隨身椅像在1975年2月6日獲指定為東京都重寶，翌年7月1日改稱為東京都指定有形文化財。

## 歷史

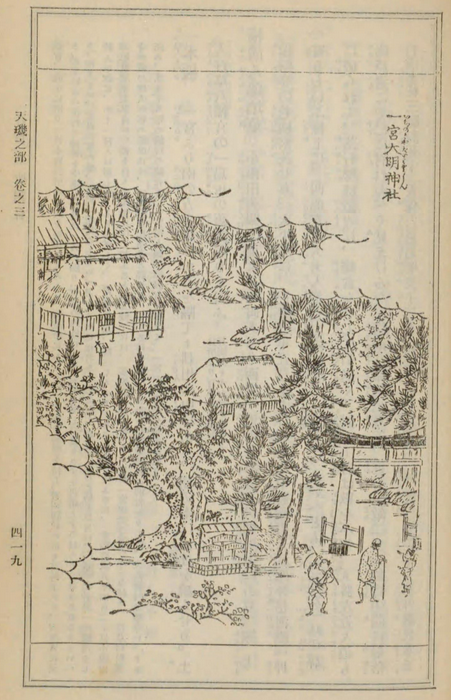
一宮大明神社（江戶名所圖會）

根據神社官方說法，神社始於安寧天皇18年（前531年）2月。文獻上初見是收錄於天理大學附屬天理圖書館所藏文書中的寶龜3年12月19日（773年1月16日）的太政官符，此太政官符引用了天平勝寶7年11月2日（755年12月9日）的太政官符，記載有「多磨郡野神社」。其後，根據《日本三代實錄》元慶8年7月15日（884年8月9日）條記載，神社由從五位上升至正五位上。
此外，神社也是《延喜式神名帳》中多磨郡式內小社「小野神社」的論社，同樣為論社的尚有位於府中市的小野神社，兩座神社之間隔著多摩川，多摩川以南約200米為多摩的小野神社，以北約600米則是府中的小野神社。其中，支持多摩的小野神社為式內小社的有《江戶名所圖會》、《神名帳考證土代》、《舊神祠記》、《武藏總社誌》、《神祇志料》、《特選神名牒》和《大日本地名辭書》等文獻，其中《特選神名牒》認為多摩的小野神社原本位於府中小野神社處，後來由於多摩川洪水氾濫才遷移至現址，而且在收錄於《私案抄》中的正長2年（1429年）文書中獲稱為一宮小野大明神，加上《神道集》記載六所宮中的一宮為小野大明神，《武藏總社誌》也視位於國府西南約1里（約3.93公里）處的小野神社為一宮作理由，主張多摩的小野神社才是式內小社。此外，由於多摩的小野神社的神輿在大國魂神社舉行的總社祭時作為一宮進行渡御，因此《式內社調查報告》也主張其為式內小社，《中世諸國一宮制的基礎研究》甚至直接稱其為式內小社，東京都神社廳也指其是《延喜式神名帳》多摩郡的8座神社之一。相對地，支持府中小野神社的有《新編武藏風土記稿》、《武藏國式內四十四座神社命付》、《神社覈錄》、《神祇志》和《日本地理志料》等文獻，《日本歷史地名大系》則認為兩者均沒有確切的證據去證明其為式內小社。

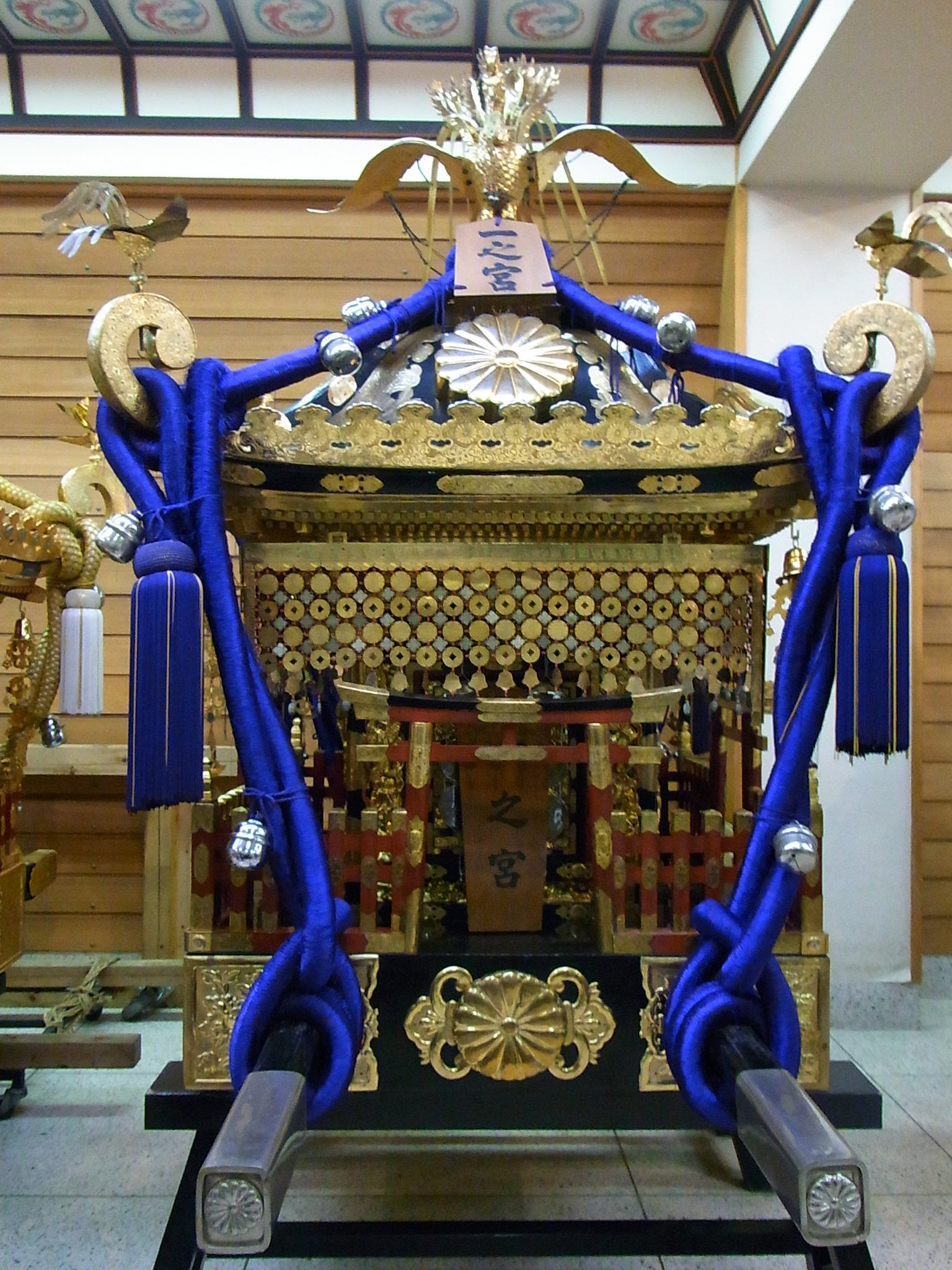
一之宮神輿

關於神社一宮方面最早的文獻記載是《吾妻鏡》治承5年4月20日（1181年6月3日）條，稻毛重成將「吉富並一宮蓮光寺等」交還予平太弘貞，一宮和連光寺均是多摩市內的地名，吉富則是指吉富鄉（現多摩市、日野市東部和府中市南部）。另一方面，《大日本國一宮記》雖然指冰川神社為武藏國一宮，但是根據《神道集》記載，一宮至六宮按順序卻分別是小野神社、小河神社、冰川神社、秩父神社（埼玉県秩父市）、金鑽神社以及椙山神社，由於冰川神社和金鑽神社是名神大社，小河神社甚至是式外社，顯示當時一宮的排名與神格沒有關連，反而是與武藏七黨分佈的地區有關連，例如橫山黨與西黨便是分佈在小野神社一帶。進入近世後，冰川神社開始以一宮自居，小野神社雖然仍自稱一宮大明神，但是在祭禮等方面逐漸開始倚賴惣社六所宮而可能末社化。
根據神社官方記載，源賴義獲任命為陸奧守後在永承6年（1051年）赴任時與其子源義家一同參籠神社，並且奉納太刀和詠歌。根據《吾妻鏡》記載，鎌倉幕府在建久5年11月27日（1195年1月10日）下令修復鄰近令制國的一宮和國分寺，寬喜元年12月10日（1229年12月27日）又因為畏懼同年12月4日（12月21日）時打雷等異常氣象而派遣奉幣使至鄰近令制國的一宮，根據收錄於《東寺百合文書》的《關東御教書案》記載，在正應5年10月5日（1292年11月15日）時則下令一宮和國分寺祈求異國降伏。另外，根據收錄於《金澤文庫文書》中的弘安元年（1278年）的《武藏國年貢算用狀》，也有記載到「一宮神主」。
此外，金剛寺藏有一面同時刻有文永10年5月20日（1273年6月6日）以及「一宮田人鍋師源恒有」的鰐口，不過無法確認鰐口在當時是否金剛寺的寺藏，銘文中的一宮也不肯定是否指小野神社，鰐口在1959年6月27日獲指定為重要文化財。進入戰國時代後，神社獲太田道灌和後北條氏等人寄進，也有傳道灌還替神社興建社殿和末社，不過上杉憲定與上杉定正在文明年間（1469年至1487年）爆發戰爭，神社也被戰火波及。慶長14年12月26日（1610年1月20日），神社獲德川秀忠重建社殿，慶安元年（1648年）又獲賜朱印地15石，寬文7年（1667年）3月修葺社殿，享和年間（1801年至1804年）建立神社為古祠的碑。文政年間（1818年至1830年），神社成為新四國八十八箇所的第48號札所。

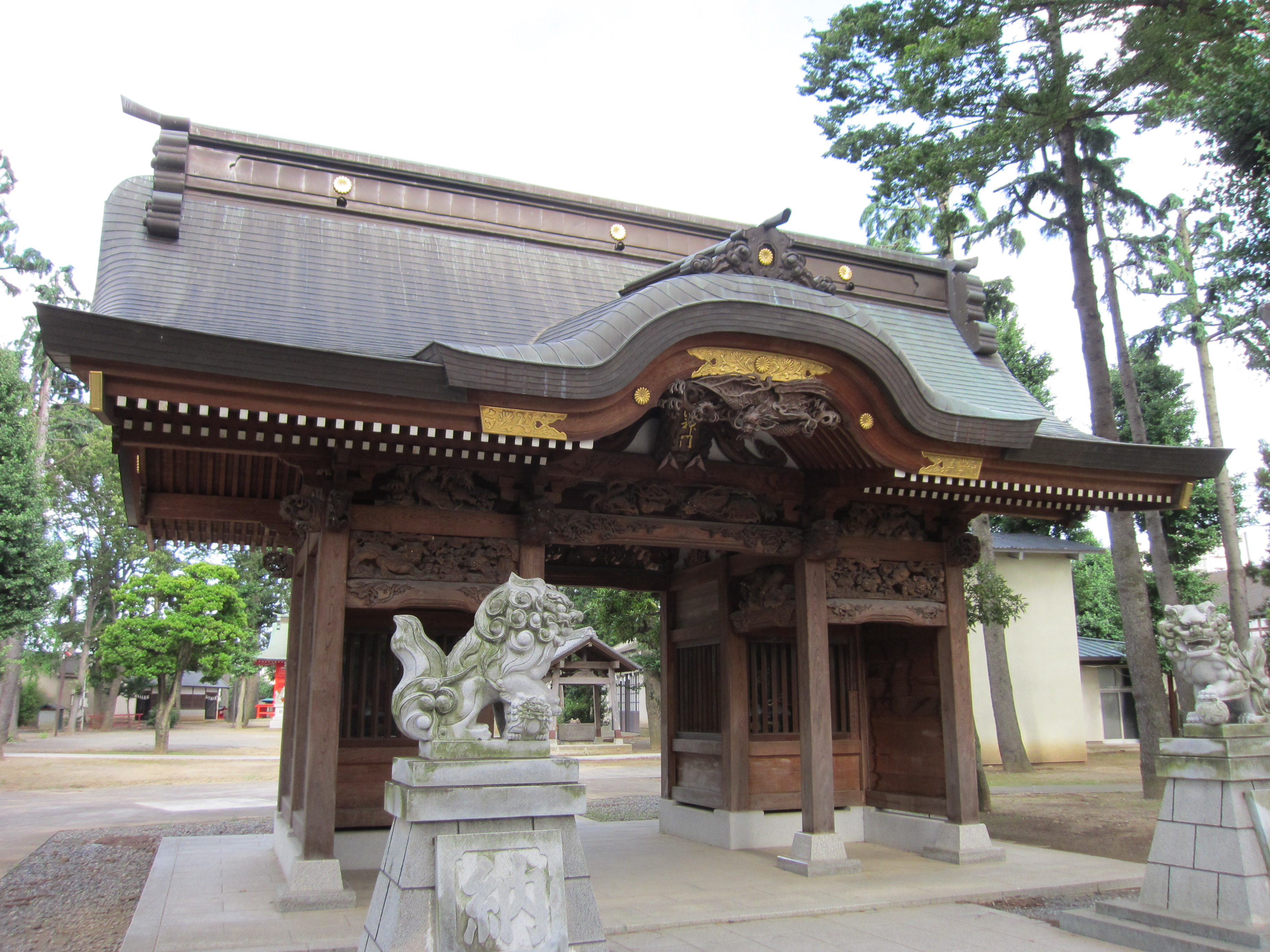
隨神門

神社境內原本設有本地堂，不過在明治元年（1868年）受到神佛分離令的影響，本來供奉於此的文殊菩薩被轉移至鄰近的真明寺（多摩市一之宮），1873年12月列為鄉社。1888年，內務省以保存古社為由，授予神社100日元。1906年12月，根據東京府告示第百六十六號，神社與多賀神社、八幡八雲神社、穴澤天神社等獲指定為神饌幣帛料供進社。1910年，原一之宮村的20町（約0.2平方公里）7反（約6942.15平方米）村有地作為神社資金奉納至神社。1926年3月30日，神社受到鄰近火災波及，除了神體、部分神寶以及鳥居以外全數焚毀。翌年，本殿和拜殿重建，並且設置社務所。1964年，在氏子的協助下，神社的社務所新建而成，又重建隨神門，本殿和拜殿則遷移至原本後方的風致林，從而擴大了境內範圍。1974年，末社重建，在秋季例大祭時將隨身安置於隨神門。

## 祭神和建築

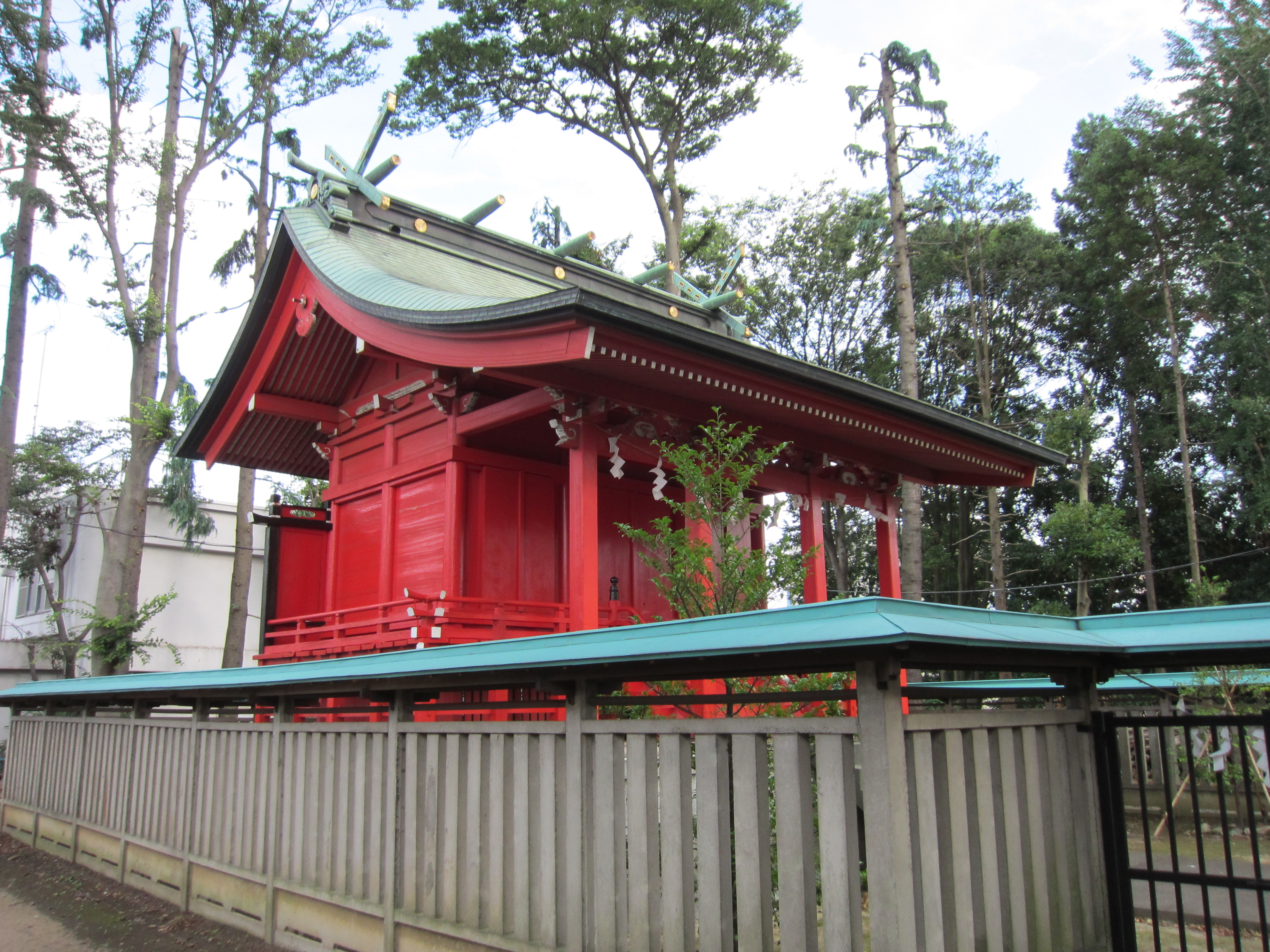
本殿

神社的主祭神是天之下春命和瀨織津姬命，其他祭神則有伊奘諾尊、素盞嗚尊、大己貴大神、瓊瓊杵尊、彥火火出見尊以及倉稻魂命，出口延經則在《神名帳考證》中稱小野氏祖天押帶日子命也是祭神之一。關於神社境內面積，《府縣鄉社明治神社誌料》指是1155坪（約3818.18平方），《新編武藏風土記稿》稱是50間（約90.91），呈正方形，《式內社調查報告》則指是1162坪（約3841.32平方）。神社建築方面，本殿是流造，正面寬四間，長二間，拜殿正面寬六間，長三間，神輿庫正面寬一間半，長兩間，社務所正面寬五間，長三間。
此外，尚有隨神門、手水舍和鳥居等等，東京都指定有形文化財的兩尊木造隨身椅像本來便是置於隨神門內，根據隨身像的銘文記載，其中一尊由因幡法橋應圓和權律師丞源等人在元應元年（1319年）奉納，高74.5厘米，另一尊則是在寬永5年（1628年）由相州鎌倉的佛師大貳宗慶法印在修復前者的同時製作而成，高52.3厘米，兩尊隨身像均以檜木製成，為寄木造，以胡粉為底再上色，頭部為插首玉眼，在1975年時曾經進行修復。末社分別是伊勢神宮內宮、伊勢神宮外宮、鹿島神社、三嶋神社、巖嶋神社、安津神社、子安神社、方便神社、日代神社、愛宕神社、八坂神社、稻荷神社、秋葉神社以及堰宮神社。除此之外，神社尚有8座兼務社，分別是上和田愛宕神社（多摩市愛宕）、春日神社（多摩市連光寺）、十二神社（多摩市和田）、落川大宮神社（日野市落川）、百草八幡神社（日野市百草）、石明神社（日野市石田）、八幡大神社（日野市萬願寺）以及落川神明神社（日野市落川）。

## 祭事
| 月次祭 |                                                       |
| 1月    | 元旦祭（1月1日）                                      |
| 2月    | 節分祭（節分） 初午祭（初午） 祈年祭（2月第二個星期日 |
| 3月    | —                                                     |
| 4月    | 末社祭（4月第一個星期日）                             |
| 5月    | 六所宮神幸祭（5月5日）                                |
| 6月    | —                                                     |
| 7月    | —                                                     |
| 8月    | —                                                     |
| 9月    | 例大祭（9月第二個星期日）                             |
| 10月   | —                                                     |
| 11月   | 新嘗祭（11月第二個星期日）                            |
| 12月   | 除夜祭（大晦日）                                      |

### 註解
1. ↑  根據在元祿13年（1700年）於仁王塚（現日野市百草（日语：百草 (日野市)））出土的經筒（日语：経筒），上面刻有建久4年（1193年）8月以及「一宮別當 松連寺」的銘文，因為松連寺是小田原藩主大久保忠增（日语：大久保忠増）之妻壽昌院元長尼在享保2年（1717年）於見於《吾妻鏡》中的真慈悲寺遺址處中興的黃檗宗寺院，所以「一宮別當 松連寺」被認為是後世為了反映松連寺的由來而補上的刻文。因此，神社在中世時的別當寺不可能是松連寺，不過在近世中期之後的話仍有可能，至於真慈悲寺是否神社的別當寺則尚有討論的餘地[4]。經筒現在是奈良國立博物館的館藏[5]。

## 外部連結
- . 小野神社.   [2022-03-05]. （原始内容存档于2021-07-19） （日语）.
- . 東京都神社廳.   [2022-03-04]. （原始内容存档于2022-03-04） （日语）.